# Geertruid van Beveren
Geertruid (Geertgen) van Beveren (? – Dordrecht, september 1595) was de vrouw van Herman van Bacharach, een Dordtse wijnhandelaar in Rijnse wijnen en deken van de Edele Voetboog- of St. Jorisschutterij, en is voornamelijk bekend om het redden van een man die werd gezocht voor zijn doopsgezinde sympathieën.
Geertruid was een van de acht kinderen van Nicolaas Willemsz van Beveren, schepen van Dordrecht en brouwer in "Het Beerken", en Jakobina Evertsdr Snoek. Ze trouwde met Herman van Bacharach, met wie ze minstens een dochter kreeg, Clara. Met haar man woonde ze in het huis Klein Almaengien in de Wijnstraat in Dordrecht, tegenover de Nieuwbrug. Tijdens de heerschappij van de hertog van Alva werd er in Dordrecht aanvankelijk niet opgetreden tegen andersdenkenden, maar dit veranderde op 28 maart 1570. Twee doopsgezinden, een man en een vrouw, werden levend verbrand op de markt, niet veel later ondergingen er in de Vriesestraat veertien doopsgezinde vluchtelingen uit Breda hetzelfde lot. In de stad had men het voornamelijk op de Doopsgezinden gemunt, omdat de lutheranen en calvinisten minder gehaat werden en er ook onder de notabelen enkele lutheranen en calvinisten waren. Adriaan van Blyenburg, tot dan toe schout, had inmiddels het schoutambt neergelegd, het bloedvergieten werd hem te veel. Jan van Drenkwaart, strenger van leer, trad aan, waarna velen de stad ontvluchtten.
Zo niet Adam Voogd, een Straatsburgse wijnhandelaar die in het huis (Groot Almaengien) naast dat van Geertruid van Beveren woonde. In de loop der tijd werd hij verdacht van ketterij, waarvoor hij door zijn buurvrouw gewaarschuwd werd, met de mededeling dat hij naar hun huis mocht vluchten als dat nodig was. Toen op een avond de schout voor zijn deur stond, vluchtte hij naar de wijnkelder van de buren. Daar werd hij enkele dagen verzorgd door Geertruid van Beveren. Uiteindelijk wist hij de stad te ontvluchten per schip. Hij keerde een jaar later terug, toen Dordrecht zich aansloot bij de Opstand. Inmiddels was zijn vrouw gestorven, hij hertrouwde met Maria van Beveren, een nicht van Geertruid.
In 1595 overleed ze in Dordrecht, 21 jaar na het overlijden van haar man. Ze werd in september 1595 begraven.